# NGC 745/2
NGC 745/2 је елиптична галаксија у сазвежђу Еридан која се налази на NGC листи објеката дубоког неба.
Деклинација објекта је - 56° 41' 7" а ректасцензија 1h 54m 11,4s. Привидна величина (магнитуда) објекта NGC 745 износи 14,0 а фотографска магнитуда 15,0. NGC 7452 је још познат и под ознакама ESO 152-32, AM 0152-565, PGC 95386.